# Beleznay-kert
A Beleznay-kert Budapesten, a mai Rákóczi út és Puskin utca sarkán, a Rákóczi út 7-9. számú házak helyén terült el. Ez a környék a Grassalkovich család tulajdona volt, akik 1787-ben eladták gróf Beleznay Miklósné Podmaniczky Anna Máriának. A kertben állt a Rákóczi útra néző Beleznay-kastély, mely egy egyemeletes klasszicista stílusú épület volt. A Beleznay-kertben a 19. századtól népi mulatságokat rendeztek, vidéki színtársulatok fellépésével. 1869. augusztus 9-én itt volt a Pest-Budai Munkásképző Egylet alakuló közgyűlése. A kertben tartott 1873. március 23-ai gyűlésükön jelentették be a Magyarországi Általános Munkáspárt megalakulását.